# Paradoxos do Infinito
Paradoxos do infinito (em alemão, Paradoxien des Unendlichen) é uma obra de autoria de Bernard Bolzano, publicada postumamente em 1851, três anos após sua morte. Lançou as bases para a construção da teoria dos conjuntos por Georg Cantor.